# Boden Handboll IF
Boden Handboll IF är en idrottsförening från Boden i Norrbottens län, bildad den 26 april 2009. Föreningen består endast av ett damlag i handboll. Laget debuterade säsongen 2016/2017 i den högsta ligan, Svensk handbollselit (SHE) efter att under våren 2016 kommit tvåa i allsvenskan och därefter besegrat Önnereds HK i kvalspelet.
Klubbens främsta resultat är en åttonde plats i SHE och förlust i kvartsfinal mot IK Sävehof säsongen 2017/2018. Samma och efterföljande säsong deltog laget även i EHF Challenge Cup.

## Spelartrupp
| Nr | Land           | Pos | Namn                      |
| -- | -------------- | --- | ------------------------- |
| 68 | Spanien        | MV  | Virginia Fernández Robles |
| 18 | Danmark        | MV  | Mie Sørensen              |
| 3  | Danmark        | H6  | Sarah Boye Sørensen       |
| 77 | Nordmakedonien | 9M  | Andrea Beleska            |
| 4  | Sverige        | V6  | Tyra Eliasson             |
| 9  | Sverige        | V6  | Andrea Johansson          |
| 14 | Sverige        | 9M  | Johanna Hellgren          |

| Nr | Land           | Pos | Namn                  |
| -- | -------------- | --- | --------------------- |
| 28 | Nordmakedonien | M6  | Stefanija Misevska    |
| 17 | Sverige        | H6  | Faith Eriksson        |
| 20 | Sverige        | V9  | Moa Nilsson           |
| 25 | Norge          | V9  | Kristiane Stormoen    |
| 11 | Sverige        | 9M  | Sara Nordström        |
| 41 | Polen          | V6  | Magdalena Stanulewicz |
| 7  | Slovenien      | 9M  | Nika Matavs           |